# Ćićevac
Ćićevac (cirill betűkkel Ћићевац) városa az azonos nevű község székhelye Szerbiában, a Rasinai körzetben.

## Népesség
- 1948-ban 4 410 lakosa volt.
- 1953-ban 4 598 lakosa volt.
- 1961-ben 4 952 lakosa volt.
- 1971-ben 5 143 lakosa volt.
- 1981-ben 5 520 lakosa volt.
- 1991-ben 5 398 lakosa volt
- 2002-ben 5 094 lakosa volt, melyből 4 943 szerb (97,03%), 88 cigány, 10 jugoszláv, 8 montenegrói, 7 macedón, 6 horvát, 6 román, 3 bolgár, 1 bosnyák, 1 magyar, 1 muzulmán, 1 orosz, 1 szlovák, 1 szlovén, 10 ismeretlen.

## A községhez tartozó települések
- Braljina
- Grad Stalać
- Lučina (Ćićevac)
- Mojsinje
- Mrzenica
- Pločnik
- Pojate
- Stalać
- Trubarevo